# George Robert Milne Murray
George Robert Milne Murray FRS (Arbroath, 11 de noviembre de 1858 - Stonehaven, 16 de diciembre de 1911) fue un botánico, y algólogo escocés.

## Primeros años
Hijo de George Murray y Margaret Sayles, era aborigen de Arbroath, donde estudió. En 1875 estudió botánica de criptógamas en la Universidad de Estrasburgo con Anton de Bary. Y fue asistente en el Departamento de Botánica del Museo de Historia Natural, sucediendo a William Carruthers como curador (botánica) en 1895.
En 1905, se retiró por mala salud.

## Otras publicaciones
Escribió más de cuarenta artículos sobre criptógamas y oceanografía, la mayoría en el Journal of Botany.
Handbook of Cryptogamic Botany 473 p. (1889)
Murray escribió con Alfred William Bennett
- A Narrative of a Journey in Ireland (1847) del Handbook of Cryptogamic Botany (1889), Flora of Alpes (dos volúmenes, 1896-1897).
- Phycological Memoirs: Being Researches Made in the Botanical Department of the British Museum. Ed. Dulau, 98 p. (1892)
- Introduction to the Study of Seaweeds (1895)
- On the Reproduction of Some Marine Diatoms 14 p. (1896)
- An Introduction to the Study of Seaweeds. Ed. HardPress, 330 p. 2013 ISBN 1313261750, ISBN 9781313261753

### Editor
- 1901: "Manual de la Antártida y que figura en la Expedición Antártica Nacional de Robert Falcon Scott de ese año, aunque dejando el "descubrimiento" en Ciudad del Cabo.

## Honores

### Membresías
- 1878: Sociedad Linneana de Londres.

- 1897: Royal Society[1]

- La abreviatura «J.Murray» se emplea para indicar a George Robert Milne Murray como autoridad en la descripción y clasificación científica de los vegetales.[2]